# Nico Hiraga
Nico Hiraga (* 19. Dezember 1997 in San Francisco, Kalifornien) ist ein US-amerikanischer Schauspieler.

## Leben
Der passionierte Skateboarder übernahm ab dem Jahr 2017 erste Rollen in Filmproduktionen. 2018 war er in Crystal Moselles Drama Skate Kitchen zu sehen. Es folgten Rollen in der Fernsehserie Ballers und der Komödie Booksmart. Im Jahr 2021 spielte Hiraga in Amy Poehlers Comedy-Drama Moxie die Rolle des Seth.

## Filmografie
- 2017: The Flare
- 2017: Summer of 17 (Kurzfilm)
- 2018: Skate Kitchen
- 2018: Ballers (Fernsehserie, 3 Episoden)
- 2019: Booksmart
- 2020: Godspeed
- 2021: Moxie. Zeit, zurückzuschlagen (Moxie)
- 2021: North Hollywood
- 2022: Der erste Blick, der letzte Kuss und alles dazwischen (Hello, Goodbye and Everything in Between)
- 2023: Love in Taipei